# Evacanthus ochraceus
Evacanthus ochraceus är en insektsart som beskrevs av Kuoh. Evacanthus ochraceus ingår i släktet Evacanthus och familjen dvärgstritar. Inga underarter finns listade i Catalogue of Life.